# Socket F
Le Socket F est un socket pour les microprocesseurs Opteron d’AMD qui est disponible depuis le 15 août 2006 et remplace le socket 940.
Le socket F a 1207 broches et il est compatible avec la mémoire DDR2. Cette gamme de socket est destinée dans un premier temps aux serveurs utilisant des processeurs AMD. Sa mise sur le marché s'est effectuée après le Socket AM2 qui reçoit les processeurs de la gamme Athlon 64 et le socket S1 pour les ordinateurs portables.

## Révisions du Socket F
Toutes les révisions sauf le Socket Fr3 nécessitent l'utilisation de DDR2 registered. Toutes les révisions sauf le Socket Fr1 nécessitent un circuit d'alimentation à double plan pour le CPU.
- Socket Fr1
  - Trois liens HyperTransport 2.x à 1 GHz, circuit d'alimentation à plan unique
- Socket Fr2
  - Trois liens HyperTransport 2.x à 1 GHz, circuit d'alimentation à double plan
- Socket Fr3
  - Trois liens HyperTransport 2.x à 1 GHz, DDR2 SDRAM unbuffered (version spéciale pour le Quad-FX)
- Socket Fr5
  - CPU : trois liens HyperTransport 3.x à 2,2 GHz
  - Carte mère : un lien HyperTransport 3.x entre CPU à 2,2 GHz, deux liens HT 2.x à 1 GHz pour les I/O
- Socket Fr6
  - Trois liens Hypertransport 3.x à 2,4 GHz, support du Snoop-Filter (HT-Assist)

## Chronologie des sockets AMD
Les sockets AMD par ordre chronologique :
- Socket A
- Socket 754
- Socket 939
- Socket 940
- Socket AM2
- Socket F
- Socket F+
- Socket AM2+
- Socket AM3
- Socket AM3+